# Дорндорф-Штойдниц
Дорндорф-Штойдниц (нем. Dorndorf-Steudnitz) — бывшая коммуна в Германии, на севере земли Тюрингия. 
Входила в состав района Заале-Хольцланд, находилась в непосредственной близости от Дорнбурга. Население составляло 1930 человек (на 31 декабря 2006 года). Занимала площадь 7,01 км².
1 декабря 2008 года вместе с соседним Дорнбургом вошла в состав города Камбурга, образовав в муниципалитет Дорнбург-Камбург.

## История
Деревня Дорндорф впервые упомянута в 1227 г., Штойдниц – в 1186. В 1964 г. они были объединены в один населённый пункт, число жителей которого более чем в два раза превышает население соседнего Дорнбурга.
Известно, что ещё в средневековье здесь находился деревянный мост через Заале, который был обновлён в 1263 г. Долгое время он оставался единственным мостом через реку между Йеной и Камбургом. Его особенностью было, что это был крытый дом-мост. Таких сейчас в Тюрингии осталось только 5 (Kunitz, Großheringen, Buchfart, Wünschendorf, Camburg). Наводнение 1890 года разрушило его, и чуть в стороне в 1892 г. был  построен новый, стальной арочный мост, который сейчас является памятником архитектуры.
Дорндорф принадлежал в средневековье монастырю Пфорта, расположенному у реки между Наумбургом и Бад-Кёзеном. Во время Шмалькальденской войны в 1547 г. имперские войска разорили деревню.
В 1704 г. в деревне по неосторожности одной крестьянки случился большой пожар, в котором сгорели 30 жилых домов, церковь и школа (она впервые упоминается в 1543). Семья виновницы пожара была лишена имущества и изгнана из земли. Церковь была восстановлена в 1727 г.
В 1814 г. сюда приехал органный мастер в третьем поколении Иоганн Герхардт (Johann Christian Adam Gerhardt, 1780-1837). Из его мастерской вышло не менее 27 органов, которые сохранились до сих пор.
В саду деревенского священника 28 сентября 1828 г. Гёте, который в то время 66 дней жил в рококо-дворце Дорнбурга, слушал лекцию о разведении пчёл.
В Дорндорф часто приезжал из Йены известный писатель Фриц Ройтер (Fritz Reuter, 1810-1874), который тут непременно заходил в ныне закрытый трактир «Blaues Schild».
В Штойднице в 1816 г. было найдено месторождение целестина. С 1897 г. здесь добывается известняк, который перерабатывают в бетон.